# Mobile Revelers
Mobile Revelers es un equipo de baloncesto estadounidense ya desaparecido, que jugó en la NBA Development League, la Liga de Desarrollo auspiciada por la NBA, entre los años 2001 y 2003. Tenía su sede en la localidad de Mobile, en el estado de Alabama. Disputaban sus partidos en el Mobile Civic Center, un pabellón con capacidad para 6.120 espectadores.

## Origen del nombre
El nombre de Revelers (español: parrandistas) hace referencia a los miembros de las comparsas que desfilan en las celebraciones del Mardi Gras, el día principal de actos de los carnavales en Estados Unidos, ya que la tradición del mismo nació en Mobile.

## Historia
El equipo fue fundado en 2001, consiguiendo ser uno de los ocho elegidos para el estreno de la NBA D-League. El equipo fue propiedad de la sociedad MVP Sports Entertainment. En su primera temporada llegó a semifinales, al acabar cuartos en la liga regular, perdiendo ante North Charleston Lowgators por 2-1. Al año siguiente lograron el campeonato, derrotando en la final a Fayetteville Patriots por 2-1, tras acabar segundos en la fase regular.
Tras esa temporada, el equipo desapareció.

## Trayectoria
Esta es la trayectoria de los Dazzle en la NBADL:
| Temporada | Ganados | Perdidos | Clasificación       |
| --------- | ------- | -------- | ------------------- |
| 2001-2002 | 26      | 24       | 4º                  |
| 2002-2003 | 30      | 26       | Campeón de la NBADL |

## Jugadores destacados
- Rafer Alston (Houston Rockets)
- Jamario Moon (Toronto Raptors)
- Bobby Simmons (Milwaukee Bucks)
- Anthony Johnson (Sacramento Kings)